# Buendía
Buendía è un comune spagnolo di 415 abitanti (2022) situato nella comunità autonoma di Castiglia-La Mancia.
Il paese si trova nelle vicinanze del Embalse de Buendia, formato dalle acque dei fiumi Guadiela e Mayor, bloccate dalla Diga di Buendia.
Nella penisola che si estende verso il norte del comune si trova la Ruta de las caras all'interno della quale, nel
paesaggio rivierasco, sono state scolpite sulla pietra arenaria che affiora dal terreno dei volti (caras).
Le feste maggiori della località avvengono nei mesi di maggio e di settembre, quando seguendo una storica tradizione si celebra la subida e la bajada della patrona locale, la Virgen de los Desamparados, dalla Ermita situata tra le catene montuose di Enmedio e di Santa Cruz.